# 科学の甲子園
科学の甲子園（かがくのこうしえん）とは高等学校等（中等教育学校後期課程、高等専門学校・特別支援学校高等部在籍生を含む）の生徒がチームで理科・数学・情報における複数分野の競技を行う大会である。この大会の中学生向けのものとして科学の甲子園ジュニアという大会もある。

## 概要
「広げよう科学の輪　活かそう科学の英知」を目標に、科学技術振興機構（以下、JST）が創設し、全国の科学好きな高校生が集い、競い合い、活躍できる場を構築する目的で2012年より開催されている。

### 都道府県大会
各都道府県の教育委員会が代表選考を開催する。代表チームは各都道府県内の高等学校等に所属する1-2年生の6-8名で構成されていることが条件となる。予選大会は大会前年の6月から大会が行われる年の1月にかけて行われる。地区によっては2段階の予選方式を取る場合もある。
基本的に各都道府県から1つの学校によって代表チームが構成される。例外として第1回大会は愛媛県が2つの学校の合同チームとして出場し、特別枠として1校が都道府県代表とは別に出場したので第1回のみ49校48チームとなっている。

### 全国大会
毎年3月に行われる。理科、情報、数学の知識を問う「筆記競技」と、同教科に関わる実験、実習、考察等の競技によって課題を解決する力を競う「実技競技」から構成される。それぞれの競技数は大会毎に変化しており、競技毎の上位チームには表彰がある。全国大会優勝校は科学の全米大会であるサイエンス・オリンピアドに派遣される。また、科学の甲子園ジュニア(中学生部門)の優勝校も第3回大会より一部競技で科学の甲子園全国大会に参加することとなっている。

## 表彰
全国大会では、大会ごとに上位10校が表彰され、その他に各部門・分野で優れた成績を残した学校が表彰される。
その他上位10校の成績及び自校の成績は、競技ごとの点数も含めて出場校及び各都道府県教育委員会に大会終了後郵送されることとなっている。

### 総合成績上位入賞校
筆記・実技競技など大会における全競技の総合的な点数で、上位10校が表彰される。
第1位
第1回-第10回 文部科学大臣賞
第4回-第7回 CIEE／TOEFL賞
第8回-第10回 CIEE JAPAN／ETS TOEFL賞
第2位
第1回-第10回 JST理事長賞
第2回 JR東日本賞
第3回-第10回 UL Japan賞
第3位
第1回-第8回 開催地の知事の賞(第1回-第3回は兵庫県知事賞、第4回-第6回,第10回は茨城県知事賞、第7回-第8回は埼玉県知事賞)
第2回 UL Japan賞
第3回 CIEE／TOEFL賞
第4回-第6回 常陽銀行賞
第7回-第8回 埼玉りそな銀行賞
第10回 日本理科教育振興協会賞
第4位
第1回-第3回 (名称なし)
第4回-第8回 開催地の市長の賞（第4回-第6回,第10回はつくば市長賞、第7回-第8回はさいたま市長賞）
第4回-第6回 筑波銀行賞
第7回-第8回 武蔵野銀行賞
第10回 SHIMADZU賞
第5位
第1回-第3回,第10回 (名称なし)
第4回-第8回 日本理科教育振興協会賞
第6位
第1回-第7回,第10回 (名称なし)
第8回 しまむら賞
第7位
第1回-第7回,第10回 (名称なし)
第8回 AGS賞
第8位
第1回-第7回,第10回 (名称なし)
第8回 タムロン賞
第9位
第1回-第7回,第10回 (名称なし)
第8回 ポーライト賞
第10位
第1回-第7回,第10回 (名称なし)
第8回 昭和技研工業賞

### 競技別表彰
筆記・実技競技など競技別に上位1～2校が表彰される。
筆記競技
第1位
第1回 ベネッセ賞
第2回-第8回 講談社賞
第10回 花王賞
第2位
第1回-第2回 表彰なし
第3回 日本理科教育振興協会賞
第4回-第10回 内田洋行賞
実技競技1
第1位
第1回 島津理化賞
第2回-第3回 三菱電機賞
第4回-第10回 トヨタ賞
第2位
第1回-第2回 表彰なし
第3回-第10回 ケニス賞
実技競技2
第1位
第1回 ケニス賞
第2回 島津賞
第3回-第8回 パナソニック賞
第10回 旭化成賞
第2位
第1回-第2回 表彰なし
第3回-第4回 学研賞
第5回-第8回 ヤガミ賞
実技競技3
※第1回は競技自体が行われていない。
第1位
第2回 シマンテック賞
第2回-第8回 SHIMADZU賞
第10回 アジレント・テクノロジー賞,ナリカ賞,優秀賞(5校)
第2位
第2回,第10回 表彰なし
第3回 リテン賞
第4回-第8回 ナリカ賞
実技競技4
※第2回のみ実施。
第1位
第2回 パナソニック賞
総合競技1
※第1回のみ実施。
第1位
第1回 旭化成賞
総合競技2
※第1回のみ実施。
第1位
第1回 パナソニック賞
実技特別競技
※第5回のみ実施。
第1位
第5回 学研賞

### 企業特別賞
各分野において優秀と認められた学校に対して表彰される。なお、第2回までは「企業賞」という分類であった。
JR東日本賞(第1回)
東北6県の中の最優秀校に贈られる。
三菱電機賞(第1回)
ものづくりの基本となる実験競技における優秀校に贈られる。
日立財団賞(第1回-第6回)
イノベーションを予感させる最もユニークな解答をした優秀校に贈られる。第5回までは「日立賞」。
帝人賞(第1回-第10回)
女子生徒3名以上を含むチームの中の最優秀校に贈られる。
インテル賞(第2回-第5回)
最も優れた２１世紀型スキルを発揮した優秀校に贈られる。
旭化成賞(第2回-第8回)
最も優れたチームワークを発揮した優秀校に贈られる。
ナリカ賞(第3回)
実技競技3のプレゼンテーションにおける最優秀校に贈られる。
埼玉県経営者協会賞(第4回-第8回)
1年生1名以上を含む6位以下のチームの中の最優秀校に贈られる。
アジレント・テクノロジー賞(第5回-第8回)
最も優れた実験スキルを発揮した優秀校に贈られる。第6回、第7回大会では実技競技1に対して、第8回大会では実技競技2に対しての表彰となっている。
学研賞(第6回-第10回)
実技競技3で優れた設計・デザインを開発した優秀校に贈られる。
AGS賞(第7回)
筆記競技で独創的な発想にもとづく解答をした優秀校に贈られる。
しまむら賞(第7回)
実技競技2で優れた探求心と考察力を発揮した優秀校に贈られる。
テクノプロ賞(第8回)
筆記競技で独創的な発想にもとづく解答をした優秀校に贈られる。
スカパーJSAT賞(第8回)
実技競技1で優れた考察力を発揮した優秀校に贈られる。
宇部興産賞(第10回)
1年生1名以上を含むチームの中の優秀校に贈られる。
スカパーJSAT賞(第10回)
実技競技2で優れた考察力を発揮した優秀校に贈られる。
テクノプロ賞(第10回)
実技競技1で優れたスキルを発揮した優秀校に贈られる。

## 歴代大会
| 回次   | 期間               | 開催地                   | 出場チーム数                             | 優勝チーム                                        | 準優勝チーム                             | 3位チーム                                |
| ------ | ------------------ | ------------------------ | ---------------------------------------- | ------------------------------------------------- | ---------------------------------------- | ---------------------------------------- |
| 第1回  | 2012年3月24日-26日 | 兵庫県西宮市             | 48                                       | 埼玉県代表 埼玉県立浦和高等学校 （初優勝）        | 滋賀県代表 滋賀県立膳所高等学校          | 愛知県代表 愛知県立岡崎高等学校          |
| 第2回  | 2013年3月23日-25日 | 兵庫県西宮市             | 47                                       | 愛知県代表 愛知県立岡崎高等学校 （初優勝）        | 兵庫県代表 灘高等学校                    | 東京都代表 筑波大学附属駒場高等学校      |
| 第3回  | 2014年3月21日-24日 | 兵庫県西宮市             | 47                                       | 三重県代表 三重県立伊勢高等学校 （初優勝）        | 岐阜県代表 岐阜県立岐阜高等学校          | 滋賀県代表 滋賀県立膳所高等学校          |
| 第4回  | 2015年3月20日-23日 | 茨城県つくば市           | 47                                       | 千葉県代表 渋谷教育学園幕張高等学校 （初優勝）    | 兵庫県代表 白陵高等学校                  | 静岡県代表 静岡県立清水東高等学校        |
| 第5回  | 2016年3月18日-21日 | 茨城県つくば市           | 47                                       | 愛知県代表 海陽中等教育学校 （初優勝・県勢2回目） | 神奈川県代表 栄光学園高等学校            | 岐阜県代表 岐阜県立岐阜高等学校          |
| 第6回  | 2017年3月17日-20日 | 茨城県つくば市           | 47                                       | 岐阜県代表 岐阜県立岐阜高等学校 （初優勝）        | 奈良県代表 東大寺学園高等学校            | 愛知県代表 海陽中等教育学校              |
| 第7回  | 2018年3月16日-19日 | 埼玉県さいたま市         | 47                                       | 神奈川県代表 栄光学園高等学校 （初優勝）          | 広島県代表 広島学院高等学校              | 東京都代表 筑波大学附属駒場高等学校      |
| 第8回  | 2019年3月15日-18日 | 埼玉県さいたま市         | 47                                       | 愛知県代表 海陽中等教育学校 （2回目）             | 神奈川県代表 栄光学園高等学校            | 滋賀県代表 滋賀県立膳所高等学校          |
| 第9回  | 2020年3月20日-23日 | 埼玉県さいたま市         | 開催中止（新型コロナウイルスによる影響） | 開催中止（新型コロナウイルスによる影響）          | 開催中止（新型コロナウイルスによる影響） | 開催中止（新型コロナウイルスによる影響） |
| 第10回 | 2021年3月19日-21日 | 茨城県つくば市           | 47                                       | 京都府代表 京都府立洛北高等学校 （初優勝）        | 千葉県代表 渋谷教育学園幕張高等学校      | 静岡県代表 静岡県立浜松北高等学校        |
| 第11回 | 2022年3月19日      | 各都道府県会場で分散開催 | 47                                       | 東京都代表 筑波大学付属駒場高等学校 （初優勝）    | 千葉県代表 千葉県立東葛飾高等学校        | 愛知県代表 海陽中等教育学校              |
| 第12回 | 2023年3月17日-19日 | 茨城県つくば市           | 47                                       | 神奈川県代表 栄光学園高等学校 （2回目）           | 奈良県代表 東大寺学園高等学校            | 愛知県代表 海陽中等教育学校              |
| 第13回 | 2024年3月15日-17日 | 茨城県つくば市           | 47                                       | 神奈川県代表 栄光学園高等学校 （3回目）           | 東京都代表 筑波大学附属駒場高等学校      | 岐阜県代表 岐阜県立岐阜高等学校          |

## イメージキャラクター
「全国の科学好きの高校生が集まる大会のイメージにふさわしく、誰にでも親しまれるキャラークターデザイン、かつぬいぐるみや着ぐるみ等に活用できるもの」をテーマにキャラクターをデザインするコンテストを経てイメージキャラクターが決定された。
コンテストの結果決定されたキャラクター「アッピン」は黄色い頭足人で、頭が白熱電球が2つついた形態をしている。